# ريجار تارجارين
ريجار تارجارين (بالإنجليزية: Rhaegar Targaryen)‏ شخصية خيالية ألَّفها الكاتب جورج ر ر مارتن في رواية الفنتازيا الملحميّة أغنية الجليد و النار والتي تعد من الشخصيات المهمة للرواية وهو ريجار تارجارين ابن الملك إيرس تارجارين الثاني (الملك المجنون) و الذي كان السبب الرئيسي لتمرد روبرت باراثيون اثر اختطافه ليانا ستارك وإهانته في بطولة هارنهال و من ثم قتل على يد روبرت باراثيون.

## سيرته

### بطولة هارنهال
في عام 281 بعد الفتح أقيمت بطولة في هارنهال بضيافة اللورد والتر وينت و قد اتى العديد من النبلاء من كافة أنحاء الممالك السبع من بينهم وريث وينترفل براندون ستارك و اخوته ادارد وليانا وبنجن و كان ابرز من أتى إلى البطولة الملك إيرس تارجارين الثاني (الملك المجنون). كان سبب اقامة البطولة هو احتفال بعودة الربيع السنة التي سميت لاحقا سنة الربيع الكاذب و احتفال الحرس الملكي بتنصيب عضوهم الجديد جايمي لانستر و قد انتهت البطولة بالجولة الأخيرة بين الأمير ريجار وقائد الحرس الملكي باريستان سلمي التي انتصر فيها الأمير وكانت العادة أنه على الفائز اهداء المرأة التي يحبها تاج وردة الحب والجمال فقام الأمير بعد انتصاره باهداء ليانا ستارك التاج مما تسبب في إهانة ثلاث عوائل من أقوى العوائل في المملك السبع وهم ستارك ومارتيل وباراثيون و قد كانت هذه الحركة بمثابة اعلان للحرب.

### زواجه بليانا ستارك
بعد فترة وجيزة قام الأمير ريجار تارجارين باختطاف ليانا ستارك في الوقت نفسه لتواجد وريث وينترفل براندون ستارك في ريفررن للزواج من كاتلين تالي. قام الأمير بأخذ ليانا ستارك إلى برج البهجة في دورن وقام باصطحاب بعض الحرس من بينهم المقاتل البارز في الممالك السبع آرثر داين.

### معركة الثالوث
أعلن روبرت قبيل معركة الثالوث مطالبته بالعرش الحديدي، وقاد القوّات المشتركة من متمردي آرِن وباراثيون وستارك آل تلي و عندها عاد الأمير ريجار تارجارين إلى العاصمة لقيادة الجيش الملكي و قمع التمرد وتوجه إلى ضفاف نهر الثالوث لقتال روبرت باراثيون بمساعدة جيش دورن المكون من 10 الاف جندي. وقعت مجريات المعركة عند تقاطع نهر الثالوث -بما سيعرف لاحقاً بـِ معبر الياقوت- عندما حاول ريجار عبور النهر في عام 283 بعدَ الفتح وبعد معركة طويلة كان جيش تارجارين الملكي المتقدم بها حسمت المعركة بقتال فردي بين الأمير والمتمرد روبرت. و بضربة قوية بمطرقة روبرت سحق صدر ريجار تارجارين وتساقط ياقوت درعه في نهر الثالوث وانتصر روبرت باراثيون بالمعركة ومن ثم بالحرب.